# Henri Emmanuelli

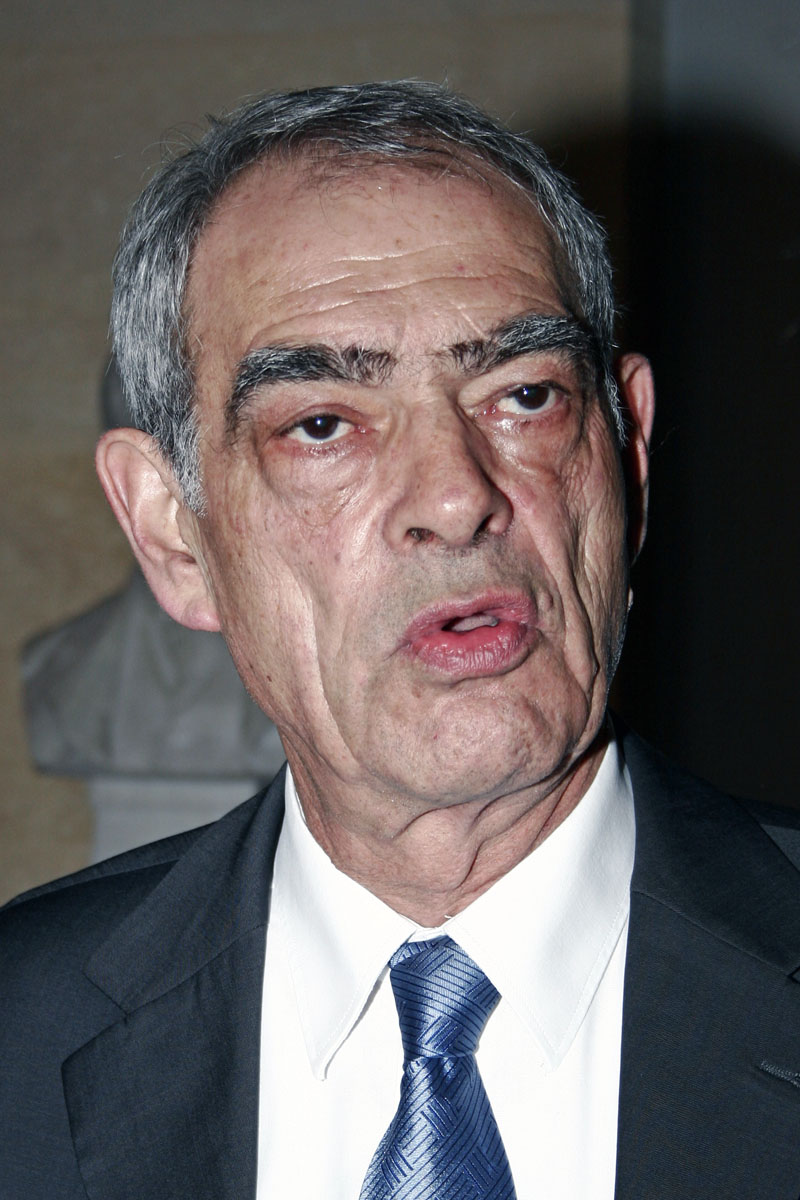
Henri Emmanuelli (2008)

Henri Emmanuelli (* 31. Mai 1945 in Eaux-Bonnes, heute Département Pyrénées-Atlantiques; † 21. März 2017 in Bayonne, Département Pyrénées-Atlantiques) war ein französischer Politiker.

## Leben
Emmanuelli wuchs in einem Dorf in den Pyrenäen in einem kommunistisch geprägten Elternhaus auf, väterlicherseits ist die Familie korsischer Herkunft. Im Alter von 13 Jahren verlor er seinen Vater, der als Elektriker arbeitete und an einem Stromschlag starb. Er absolvierte die SciencesPo und arbeitete anschließend für die Bank Rothschild.
Im Jahre 1971 trat Henri Emmanuelli der Parti Socialiste bei, nachdem er an der Kommission zur Reform der Institutionen der Republik (Convention des Institutions Républicaines) beteiligt war. Die Parteipolitik verschlug ihn in die Region Aquitaine, in deren Süden er aufgewachsen war. 1973 wurde er mit 27 Jahren erstmals für die Parlamentswahlen als Kandidat aufgestellt. Als er im Wahlbezirk Lot-et-Garonne geschlagen wurde, zog er in das Département Landes um, wo der spätere Französische Staatspräsident François Mitterrand ein Landhaus besaß.
1978 wurde Emmanuelli mit 32 Jahren Abgeordneter für das Département Landes in der Nationalversammlung. 1981 bis 1986 war er Staatssekretär in den Regierungen von Pierre Mauroy und Laurent Fabius. Nach seinem Ausscheiden aus der Regierung nahm Emmanuelli sein Parlamentsmandat wieder auf und war 1992 bis 1993 Präsident der Nationalversammlung. Weiterhin war er ab 1982 Vorsitzender des Regionalrates des Départements Landes.
Von 1994 bis 1995 war Emmanuelli Erster Sekretär (Parteivorsitzender) der Parti Socialiste. Er bewarb sich um die Präsidentschaftskandidatur seiner Partei 1995, unterlag aber Lionel Jospin, der ihn auch als Erster Sekretär ablöste.
Emmanuelli verlor 1997 seine politischen Mandate, als ihm wegen illegaler Parteienfinanzierung für zwei Jahre die Wählbarkeit entzogen wurde. 2000 kehrte er als Abgeordneter in die Nationalversammlung zurück und wurde auch wieder Präsident des Generalrates von Landes. Beide Mandate übte er von da an bis zu seinem Tod aus.
Im Rahmen der Kampagne zum Referendum 2005 setzte er sich öffentlich für eine Ablehnung der Europäischen Verfassung ein und brach damit mit der offiziellen Linie der Partei. Der darin enthaltenen Konzeption von Europa setzt er sein Ideal einer föderalistischen Union entgegen, das er in seinem Werk Plaidoyer pour l’Europe im Detail vorstellte.
In seiner Funktion als Abgeordneter des Départements Landes löste Emmanuelli am 7. Juni 2011 einen Skandal aus, indem er in der Nationalversammlung einen Stinkefinger in Richtung von Premierminister François Fillon zeigte, während dieser eine Frage betreffend einer Steuerreform beantwortete.
Emmanuelli galt als treuer Gefolgsmann Mitterrands und war eine der Führungsfiguren des linken Flügels der PS. 2005 schloss er sich der Strömung Nouveau Parti socialiste um Vincent Peillon, Arnaud Montebourg und Benoît Hamon an, 2008 gründete er mit Hamon Un monde d’avance. Henri Emmanuelli unterhielt ein freundschaftliches Verhältnis zum Präsidenten der Elfenbeinküste, Laurent Gbagbo, und zum Präsidenten von Venezuela, Hugo Chávez.

## Laufbahn bei der Bank Rothschild
- 1969: Eintritt in die Bank
- 1971: Attaché der Geschäftsleitung
- 1972: Leiter der Tochterfirma Union Parisienne de Banques
- 1974: Prokurist
- 1975: Stellvertretender Geschäftsführer
- 1976: Stellvertretender Leiter der Compagnie Financière de Banque Edmond de Rothschild
- 1978: Ende seiner Laufbahn

## Politische Ämter
- 1981–1983: Staatssekretär, verantwortlich für die Gebiete in Übersee, unter dem Staatsminister Gaston Defferre im Ministerium für Innere Angelegenheiten und Dezentralisierung der Regierung von Pierre Mauroy
- 1983–1984: Staatssekretär, verantwortlich für Budgetfragen, im Ministerium für Wirtschaft, Finanzen und Budget, unter Jacques Delors, zunächst in der Regierung von Pierre Mauroy, anschließend unter Pierre Bérégovoy, in der Regierung von Laurent Fabius
- 1984–1986: Staatssekretär, verantwortlich für Budgetfragen und Konsum, im Ministerium für Wirtschaft, Finanzen und Budget, unter Finanzminister Pierre Bérégovoy, in der Regierung von Laurent Fabius

## Politische Mandate

### Auf nationaler Ebene
- 1978–1981, 1986–1997 und 2000–2017: Abgeordneter für das Département Landes
- 1992–1993: Präsident der Nationalversammlung

### Auf regionaler Ebene
- 1986–1988: Mitglied des Regionalrates der Aquitaine
- 1992: Rücktritt als Regionalrat aufgrund eines neuen Gesetzes, das die parallele Bekleidung mehrerer Wahlmandate für die Zukunft verbietet

### Auf Département-Ebene
- 1982–1997 und 2001–2017: Vorsitzender des Regionalrates des Départements Landes

## Parteiämter
- 1988: Parteisekretär auf nationaler Ebene, Schatzmeister und Verantwortlicher für Koordinationsfragen
- März 1990: Auf dem Kongress von Rennes wurde er erneut zum Mitglied des Parteisekretariats gewählt, diesmal verantwortlich für Budgetfragen, Verwaltung und wieder Schatzmeister. Er trägt dazu bei, dass ein erster Versuch von Laurent Fabius die Führung der Partei zu übernehmen scheitert, indem er für Pierre Mauroy und Lionel Jospin Partei ergreift und zieht damit das Missfallen der Anhänger von Laurent Fabius auf sich
- Oktober 1990: Im Gegenzug stellen sich die Anhänger von Laurent Fabius dagegen, als Henri Emmanuelli den Fraktionsvorsitz im Parlament übernehmen soll
- Juni 1994: Parteitag von La Vilette: Mit der Unterstützung der Anhänger von Laurent Fabius wird er zum Parteisekretär gewählt, allerdings nur provisorisch und schlägt damit seinen Rivalen Dominique Strauss-Kahn
- November 1994: Kongress von Liévin: Wiederwahl zum Parteisekretär mit über 90 % der Stimmen – Lionel Jospin wird im Oktober 1995 seine Nachfolge antreten
- 1995: Im Hinblick auf die Präsidentschaftswahlen, bewirbt er sich um die Kandidatur, die Parteimitglieder geben allerdings Lionel Jospin den Vorzug
- 2002: Gründung zusammen mit Jean-Luc Mélenchon, einer linken Strömung – Nouveau Monde – innerhalb der Partei

Parteiorganisation auf regionaler Ebene:
1974: Henri Emmanuelli wird Mitglied der Unterorganisation auf Ebene des Départements Landes
Er leitete die Unterorganisation des Départements Landes mit eiserner Hand. In dieser Funktion war er Chef von 25 von insgesamt 30 Mitgliedern des Regionalrates, die von Politikern des Parti Socialiste gestellt wurden, sowie aller drei Abgeordneten und der beiden Senatoren.

## Verurteilungen
Geheime Finanzierung des Parti Socialiste: Am 14. September 1992 einer Untersuchung unterzogen, wurde Henri Emmanuelli in seiner Funktion als Schatzmeister des Parti Socialiste der passiven Bestechung für mitschuldig befunden und zu 18 Monaten Haft auf Bewährung, sowie zwei Jahren Entzug der Bürgerrechte verurteilt. In einer weiteren Angelegenheit, die vor die Gerichte getragen wurde, kam es 1992 zu einer Untersuchung und im Juni 1997 zu einer Verurteilung.

## Veröffentlichungen
- Plaidoyer pour l’Europe, 1992 – (Plädoyer für Europa)